# Guvacina
Guvacina es un alcaloide que se encuentra en las nueces de areca.